# Кан, Роберт (композитор)
Ро́берт Кан (нем. Robert Kahn; 21 июля 1865, Мангейм, Германия — 29 мая 1951, Бидденден), Кент, Англия) — немецкий композитор, пианист и музыкальный педагог. Брат банкира Отто Кана, дядя джазового музыканта Роджера Вулфа Кана.

## Биография
В 1882—1885 гг. учился в Берлинской высшей школе музыки, в том числе у Фридриха Киля, затем в течение года занимался композицией в Мюнхене под руководством Йозефа Райнбергера.
В 1916 году Кан был избран членом Прусской академии художеств, членом которой он был до 1934 года. Из-за преследования нацистами за еврейское происхождение он был вынужден выйти из состава академии и в 1939 году уехать из Германии в возрасте 73 лет. До конца своих дней он жил в Великобритании со своей женой Катариной.

## Творчество
Кан плодотворно работал в камерном жанре, его произведения написаны в лирическом стиле, напоминающем Мендельсона, Шумана и Брамса. Как и его друг Брамс, Кан сторонился эмоциональной экстравагантности поздних романтиков.
Произведения: 2 струнных квартета, 2 фортепианных квинтета, 3 фортепианных квартета, 5 фортепианных трио, 3 скрипичные сонаты, 2 виолончельные сонаты, «Mahomets Gesang» для хора и оркестра, множество романсов, хоры для женских голосов, фортепианные пьесы и др.
Кан часто получал заказы на создание произведений от лучших музыкантов первой декады 20-го века вплоть до молодого Адольфа Буша, с которым впервые исполнил свою сюиту для скрипки и фортепиано, op.69. Его первая скрипичная соната соль минор, op.5 (1886) была посвящена Йозефу Иоахиму, который исполнил еe, когда Кан был ещё студентом в Берлине, и Клара Шуман упоминает об этой сонате в своем дневнике. Вторая скрипичная соната ля минор, соч. 26 (1897) была также посвящена Иоахиму, в то время как Струнный квартет № 1 ля мажор, соч. 8 (1889) был впервые исполнен Квартетом Иоахима. Его кларнетовое трио, op.45 былo посвященo и исполнено знаменитым кларнетистом Рихардом Мюльфельдом, который также был вдохновителем поздних камерных сочинений Брамса. Премьера оркестровой серенады Кана была исполнена Берлинским филармоническим оркестром под управлением Ханса фон Бюлова.
Среди его учеников были Лео Шпис, Артур Рубинштейн, Вильгельм Кемпф и другие.